# Apoxyomène d'Éphèse

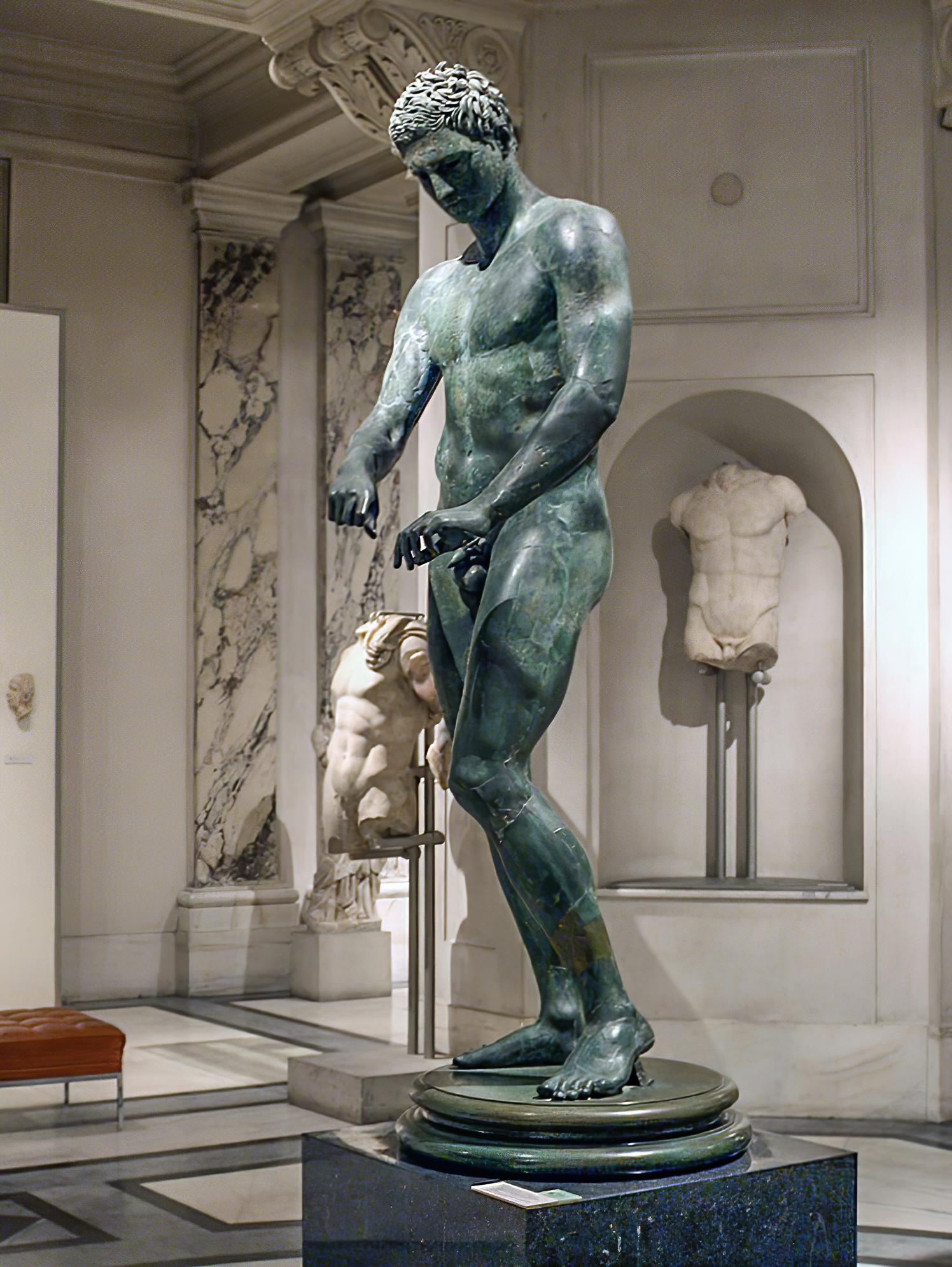
L'Apoxyomène d'Éphèse

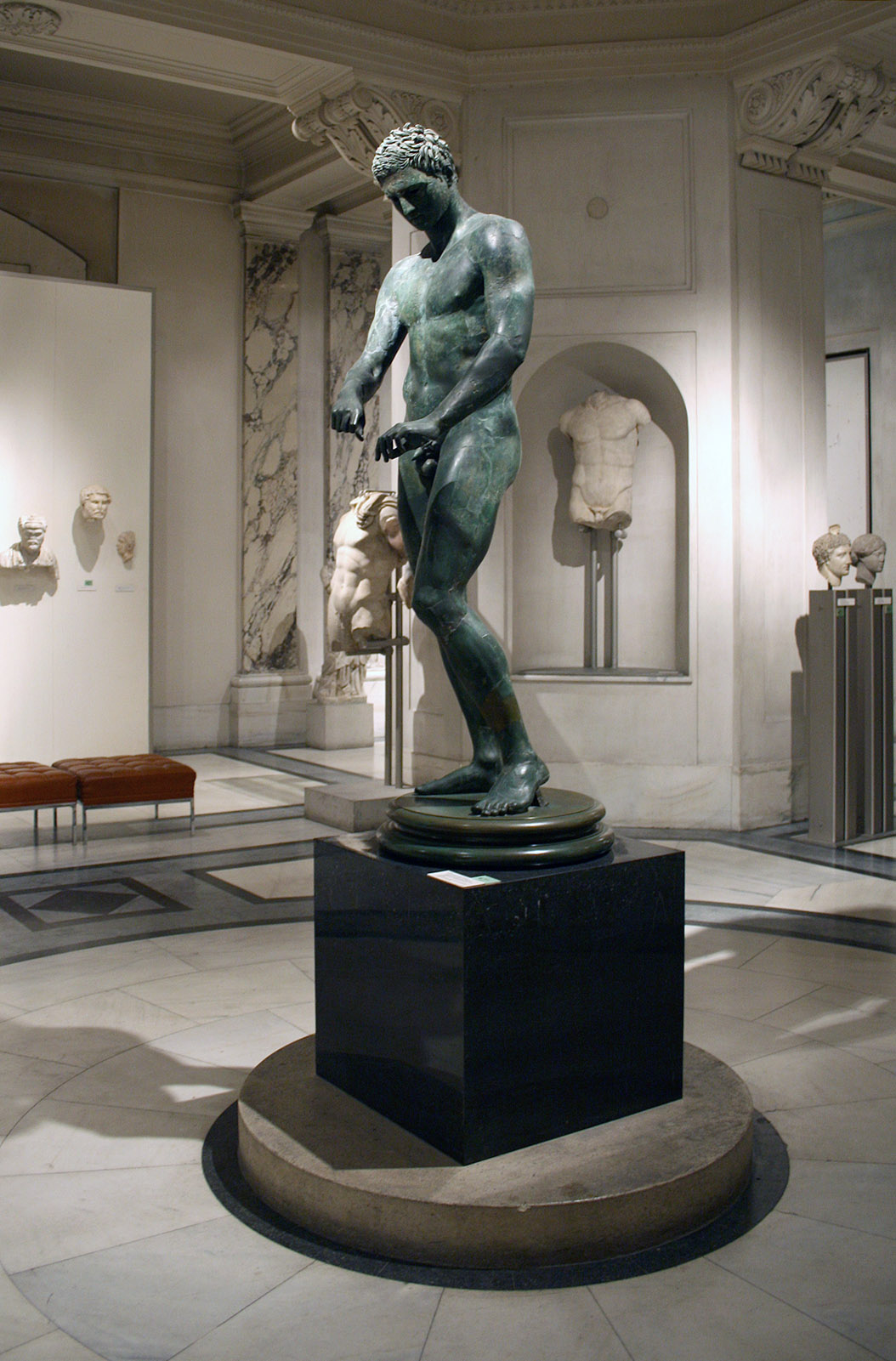
L'Apoxyomène d'Éphèse

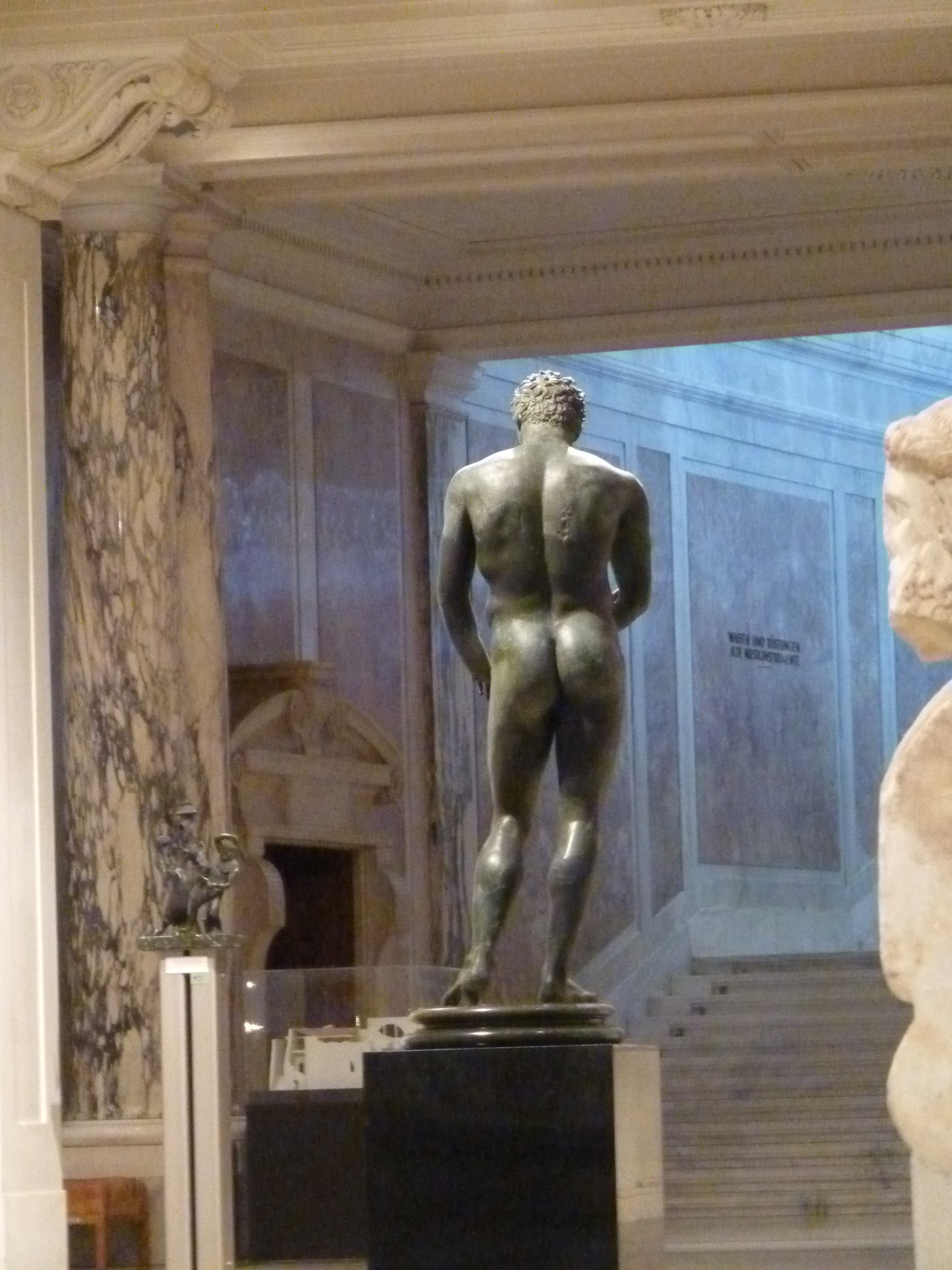
L'Apoxyomène d'Éphèse

L’Apoxyomène d'Éphèse ou Athlète d'Éphèse est une sculpture grecque antique, datée du Ier siècle après J.-C. et réalisée en bronze, représentant un Apoxyomène, c'est-à-dire un athlète nettoyant son corps après l'effort à l'aide d'un grattoir courbe appelé « strigile ». L'Apoxyomène d'Éphèse fait partie de la collection d'antiquités du Musée d'histoire de l'art de Vienne, et est conservé au Musée d'Éphèse dans la Hofburg.

## Histoire
La statue en bronze de l'athlète a été trouvée à Éphèse, aujourd'hui près de Selçuk, sur la côte l'ouest de l'Anatolie, en Turquie. La ville fut détruite en 263 par les Goths et en 614 par un tremblement de terre. La statue a été découverte en 1896 sous la forme de plusieurs centaines de fragments, lors de fouilles menées par le jeune archéologue allemand Rudolf Heberdey (1864-1936), à la tête d'une expédition autrichienne, dans la zone de la palestre d'Éphèse.

## Description
La sculpture représente un jeune athlète nu, nettoyant du pouce et de l'index de sa main gauche le racloir qu'il vient d'utiliser. Les participants aux exercices et aux luttes nettoyaient ainsi leur corps pour se débarrasser de l'huile et de la poussière. L'outil lui-même n'a pas survécu. La statue mesure 1,92 m.

## Reconstruction
L'athlète (en une multitude de fragments) fut offert à l'empereur François-Joseph Ier par le sultan turc Abdülhamid II. La statue a été reconstituée à Vienne à partir de 234 éléments fixés sur des liens en laiton munis de 1 800 vis et montés sur un cadre de fer. Pour la stabilisation, il dut être empli de mortier. Après la reconstruction, la statue a été inventoriée en 1911 (inv. VI 3168). Plus tard, cependant, la sculpture a été exposée dans le temple de Thésée situé dans le parc Volksgarten de Vienne, où, en raison des conditions météorologiques et des émanations de vin acidulé de l'ancienne cave située en contrebas, le mortier a commencé à se dissoudre, puis, à la suite de la corrosion, des efflorescences sont apparues sur le bronze.

## Attribution
La sculpture est une copie de la statue perdue de l'Apoxyomène, datant d’environ 330 av. J.-C., figurant un jeune athlète nettoyant le strigile (racleur en forme de croissant) qu'il vient juste d'utiliser. La statue ne peut être attribuée à aucun artiste de l'Antiquité, mais ses nombreuses copies romaines, tant en marbre qu'en simple pierre ou même en argile, témoignent de la grande popularité de l’original. Considérant la ressemblance avec la statue de l'Apoxyomène trouvée en Croatie en 1996, on peut supposer que l'auteur de l'original grec était Dédale de Sicyone.

## Exposition d'art hellénistique
En prévision de l'exposition itinérante sur les artefacts de l'époque hellénistique organisée en 2015 conjointement avec le J. Paul Getty Museum, la statue de l'athlète fut examinée pendant deux ans en coopération avec des experts de ce musée. Après des analyses chimiques et examens endoscopiques sur le mortier de remplissage, et d'autres examens de la structure aux rayons X, il a été constaté que la sculpture était en bon état et pouvait « voyager ». Les deux statues, celle extraite du sol à Éphèse et celle retirée de la mer à près de 50 m de profondeur près des îles de Lošinj et de Vele Orjule en Croatie, ont été présentées ensemble lors d'une exposition itinérante à Vienne, Florence, Los Angeles et Washington.

## Galerie comparative

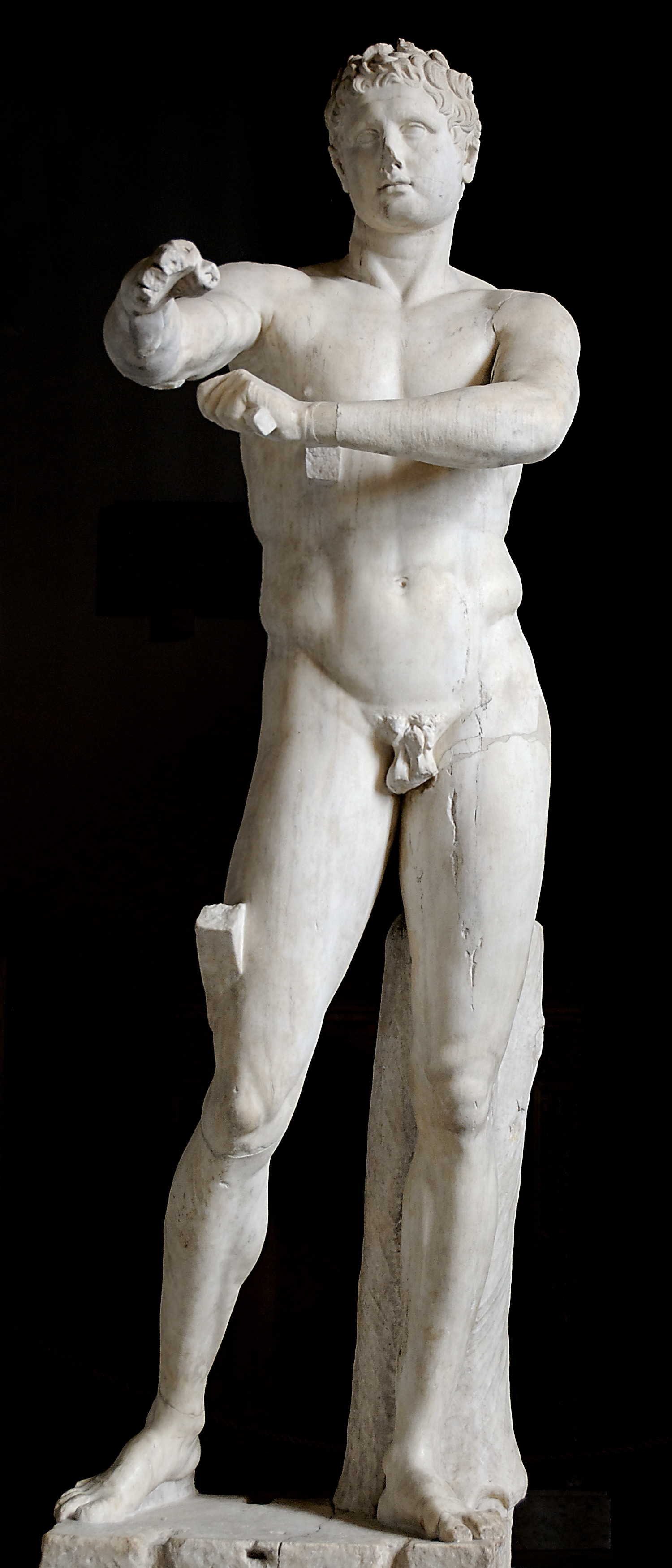
Apoxyomène du Vatican
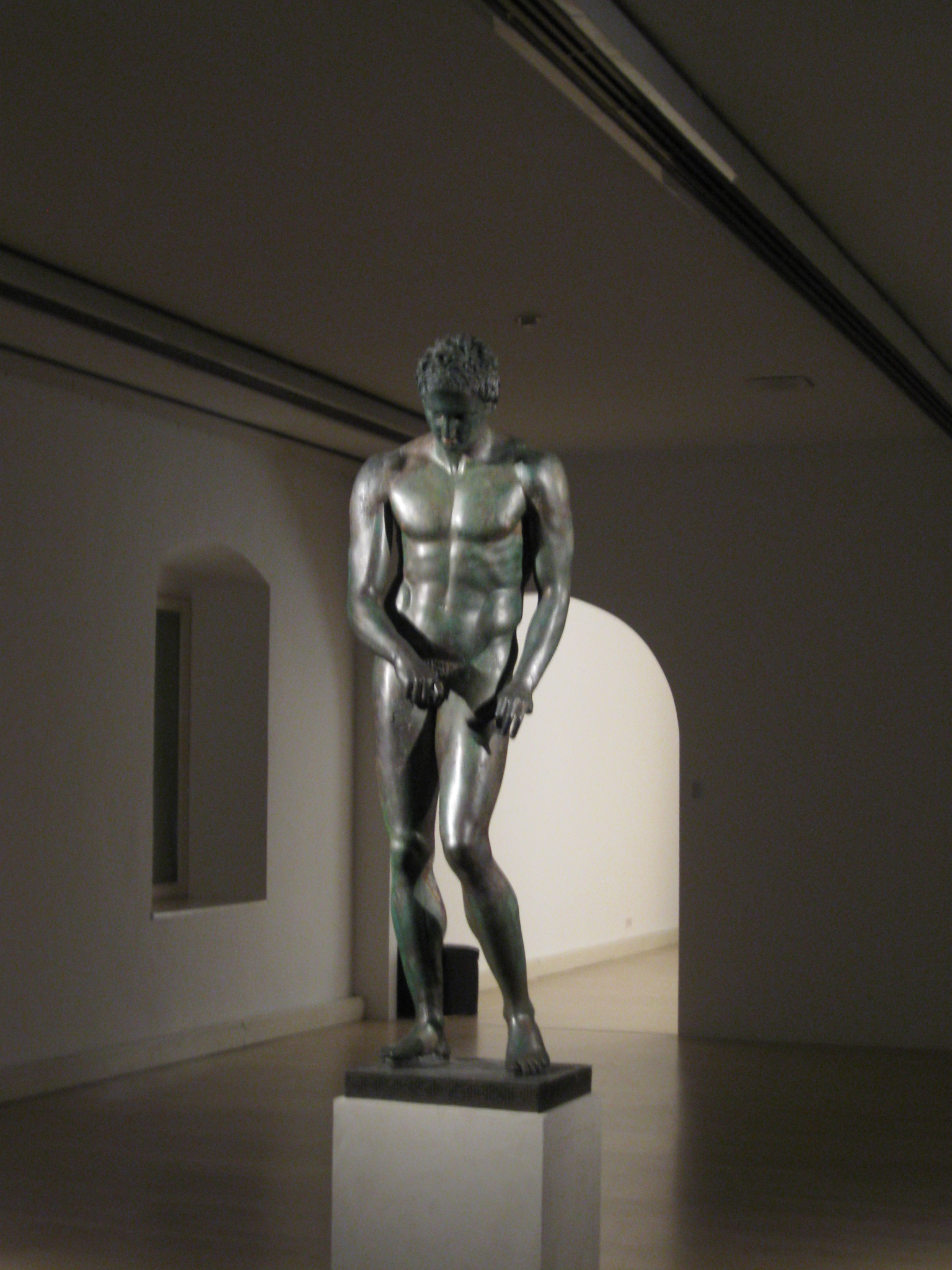
Apoxyomène de Croatie
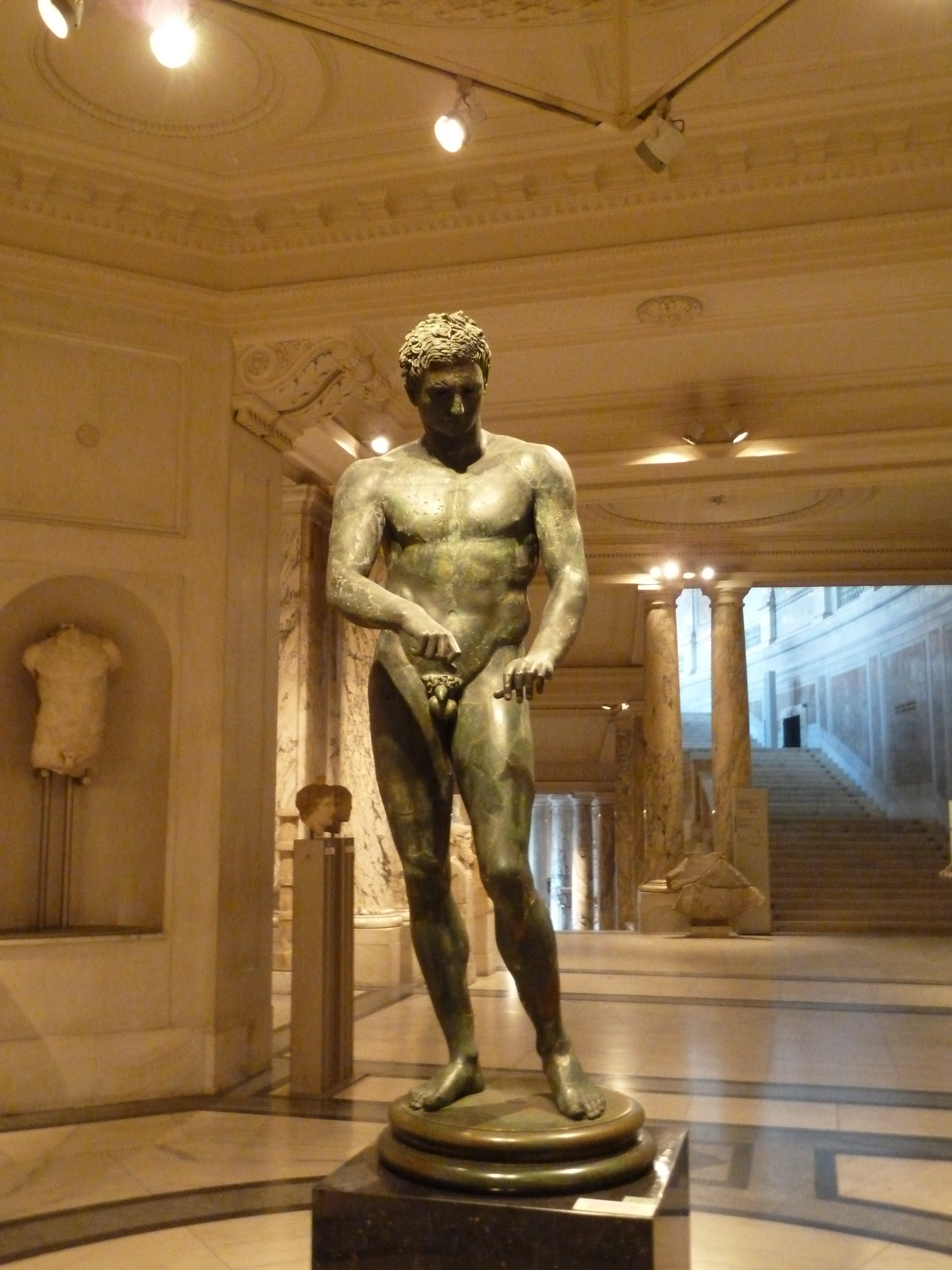
Apoxyomène d'Éphèse
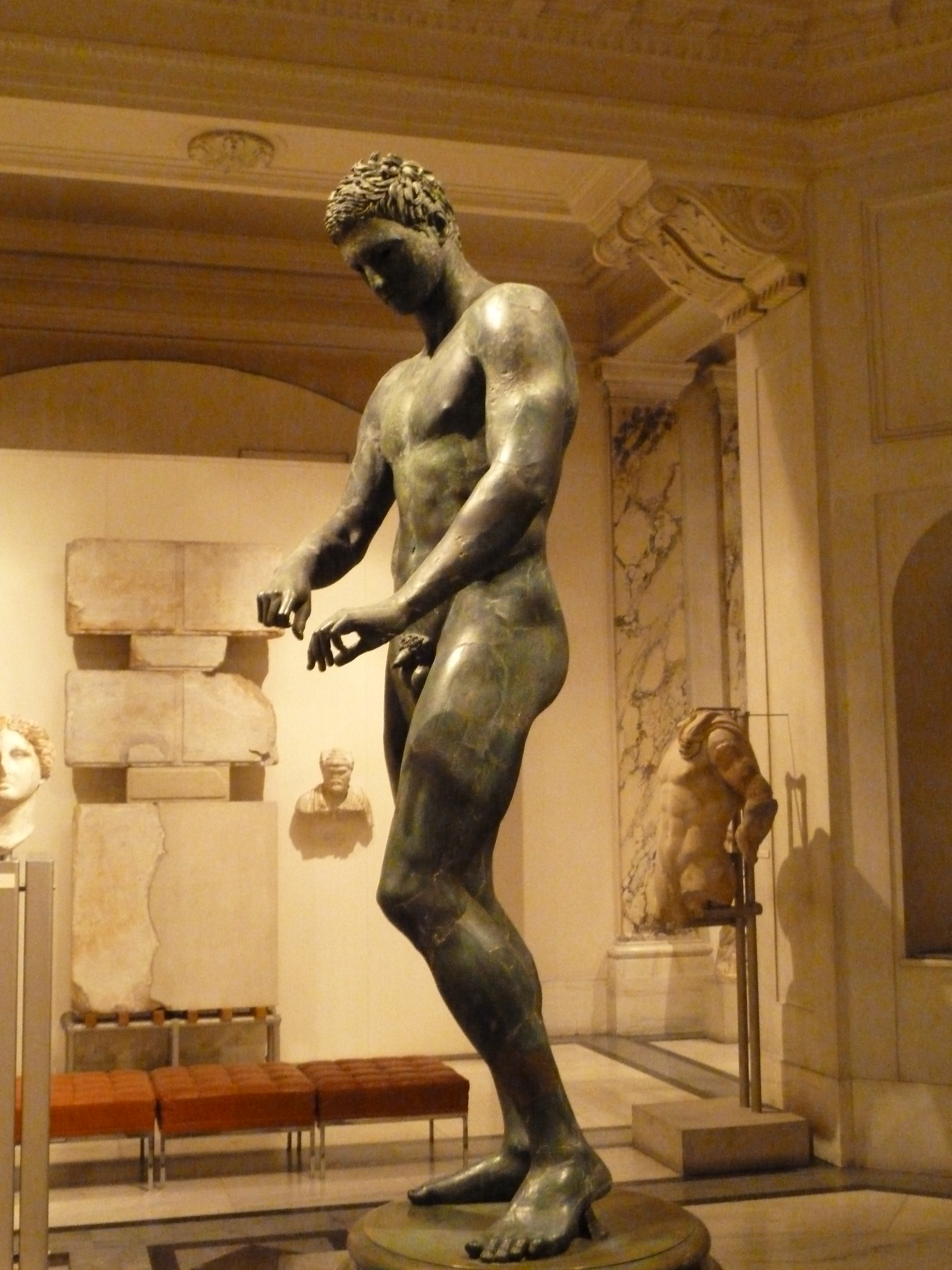
Le même, vu de côté.